# 신창중학교 (제주)
신창중학교(新昌中學校)는 대한민국 제주특별자치도 제주시 한경면 신창리에 있는 공립 중학교이다.

## 학교 연혁
- 1950년 6월 12일 : 신창중학교 설립 인가(4년제 4학급)
- 1950년 7월 10일 : 신창중학교 개교
- 1951년 8월 23일 : 교육법 개정에 따라 3년제 3학급으로 편성
- 1951년 10월 31일 : 제1대 교장 좌유일 선생 부임
- 1962년 12월 15일 : 교가 제정(윤양석 작사·작곡)
- 1998년 3월 1일 : 신창초·중학교 통합 운영
- 1998년 3월 20일 : 신창초·중학교 통합 기념일
- 1999년 3월 1일 : 제주도교육청지정 열린교육 시범학교 운영
- 2011년 3월 1일 : 학력향상형 창의경영학교 지정
- 2025년 1월 9일 : 제74회 졸업(남 8명, 여 7명 계 15명, 총 졸업생수 5,885명)
- 2025년 3월 1일 : 통합학교 제13대 현영희 교장 부임
- 2025년 3월 4일 : 제77회 입학(남 11명, 여 10명 계 21명)

## 참고 자료
- 신창중학교 - 한국교육학술정보원 학교알리미